# Tir à l'arc à l'Universiade d'été de 2011
Les compétitions de tir à l'arc  de l'Universiade d'été de 2011 se sont déroulées du 15 au 18 août 2011, à Shenzhen en Chine.

## Podiums
UR : nouveau record de l'Universiade d'été.

### Arc à poulie individuel
| Épreuves                  | Or                      | Or  | Argent              | Argent | Bronze                    | Bronze |
| ------------------------- | ----------------------- | --- | ------------------- | ------ | ------------------------- | ------ |
| Compétitions féminines    |                         |     |                     |        |                           |        |
| Arc à polie individuelle  | Polina Nikitina (RUS)   | 140 | Kendal Nicely (USA) | 140    | Viktoria Balzhanova (RUS) | 140    |
| Compétitions masculines   |                         |     |                     |        |                           |        |
| Arc à poulie individuelle | Alexander Dambaev (RUS) | 146 | Choi Yong-Hee (KOR) | 144    | Sébastien Brasseur (FRA)  | 142    |

### Arc à poulie par équipe
| Épreuves                | Or                                                       | Or | Argent                                                              | Argent | Bronze                                              | Bronze |
| ----------------------- | -------------------------------------------------------- | -- | ------------------------------------------------------------------- | ------ | --------------------------------------------------- | ------ |
| Compétitions masculines |                                                          |    |                                                                     |        |                                                     |        |
| Par équipe              | France Sébastien Brasseur Joanna Chessé Pascale Lebecque | 16 | Mexique Cuauhtemoc Alfredo Rodriguez Angel Ramirez Gerardo Alvarado | 15     | États-Unis Adam Gallant Zachary Plannick Adam Wruck | 18     |
| Compétitions féminines  |                                                          |    |                                                                     |        |                                                     |        |
| Par équipe              | Corée du Sud Kim Hyo-Sun Seo Jung-Hee Seok Ji Hyun       | 15 | Russie Natalia Avdeeva Viktoria Balzhanova Polina Nikitina          | 10     | Inde Sunita Rani Anjali Kumari Gagandeep Kaur       | 10     |

### Arc classique individuelle
| Épreuves                   | Or                 | Or  | Argent            | Argent | Bronze            | Bronze |
| -------------------------- | ------------------ | --- | ----------------- | ------ | ----------------- | ------ |
| Compétitions masculines    |                    |     |                   |        |                   |        |
| Arc classique individuelle | Im Dong-hyun (KOR) | 111 | Kim Woojin (KOR)  | 107    | Kim Bub-min (KOR) | 112    |
| Compétitions féminines     |                    |     |                   |        |                   |        |
| Arc classique individuelle | Ki Bo-Bae (KOR)    | 146 | Jung Dasomi (KOR) | 146    | Cho Peichin (TPE) | 83     |

### Arc classique par équipe
| Épreuves                | Or                                               | Or | Argent                                                   | Argent | Bronze                                                   | Bronze |
| ----------------------- | ------------------------------------------------ | -- | -------------------------------------------------------- | ------ | -------------------------------------------------------- | ------ |
| Compétitions masculines |                                                  |    |                                                          |        |                                                          |        |
| Par équipe              | Chine Chang Liang Liu Zhoawu Ren Jinke           | 18 | Japon Shōhei Ota Hiroki Suetake Hiroyuki Yoshinaga       | 15     | France Thomas Aubert Geoffrey Barthelot Thomas Faucheron | 19     |
| Compétitions féminines  |                                                  |    |                                                          |        |                                                          |        |
| Par équipe              | Corée du Sud Han Gyeonghee Jung Dasomi Ki Bo-Bae | 20 | Ukraine Tetiana Dorokhova Olena Kushniruk Nina Milchenko | 17     | Taipei chinois Yuan Shu-Chi Le Chien-ying Cho Peichin    | 18     |

### Par équipes mixte
| Épreuves      | Or                                   | Or | Argent                                    | Argent | Bronze                                     | Bronze |
| ------------- | ------------------------------------ | -- | ----------------------------------------- | ------ | ------------------------------------------ | ------ |
| Arc à poulie  |                                      |    |                                           |        |                                            |        |
| Par équipe    | Corée du Sud Seo Jung-Hee Min Lihong | 11 | États-Unis Kendal Nicely Zachary Plannick | 8      | Italie Anastasia Anastasio Jacopo Polidori | 14     |
| Arc classique |                                      |    |                                           |        |                                            |        |
| Par équipe    | Corée du Sud Kim Bub-min Ki Bo-bae   | 15 | Taipei chinois Tien Kang Yuan Shu-Chi     | 10     | Ukraine Dmitro Hrachov Nina Milchenko      | 12     |

## Tableau des médailles
| Rang  | Nation         | Or | Argent | Bronze | Total |
| ----- | -------------- | -- | ------ | ------ | ----- |
| 1     | Corée du Sud   | 6  | 3      | 1      | 10    |
| 2     | Russie         | 2  | 1      | 1      | 4     |
| 2     | France         | 1  | 0      | 2      | 3     |
| 4     | États-Unis     | 0  | 2      | 1      | 3     |
| 5     | Taipei chinois | 0  | 1      | 2      | 3     |
| 6     | Ukraine        | 0  | 1      | 1      | 2     |
| 7     | Chine          | 1  | 0      | 0      | 1     |
| 8     | Mexique        | 0  | 1      | 0      | 1     |
| 9     | Japon          | 0  | 1      | 0      | 1     |
| 10    | Inde           | 0  | 0      | 1      | 1     |
| 11    | Italie         | 0  | 0      | 1      | 1     |
| Total | Total          | 10 | 10     | 10     | 30    |